# Pollawut Kwasena
Pollawut Kwasena (thailändisch พลวุฒิ ขวาเสนา, * 3. Juli 1988 in Kanchanaburi) ist ein thailändischer Fußballspieler.

## Karriere
Pollawut Kwasena stand von 2008 bis Mitte 2009 bei Buriram United unter Vertrag. Der Verein aus Buriram spielte in der ersten Liga, der Thai Premier League. 2008 wurde er mit Buriram thailändischer Fußballmeister. Mitte 2009 wechselte er zum Ligakonkurrenten Bangkok United. 2010 musste er mit dem Bangkoker Verein in die zweite Liga absteigen. 2012 wurde er mit Bangkok United Tabellendritter der zweiten Liga und stieg wieder in die erste Liga auf. 2015 wurde er an den Zweitligisten Bangkok FC ausgeliehen. Nach der Ausleihe kehrte er 2016 wieder zu United zurück. 2017 verpflichtete ihn der Drittligist Udon Thani FC aus Udon Thani. Mit Udon Thani spielte er in der dritten Liga, der Thai League 3, in der Upper Region. Ende 2017 feierte er mit Udon Thani die Vizemeisterschaft und den Aufstieg in die zweite Liga. Nach dem Aufstieg verließ er Udon Thani und ging wieder nach Bangkok, wo er sich dem Erstligisten Air Force Central anschloss. Für die Air Force stand er bis Ende 2019 unter Vertrag. Am 1. Januar 2020 wechselte er nach Kanchanaburi zum Drittligisten Muangkan United FC. Am Ende der Saison 2020/21 wurde er mit dem Verein Meister der Region. In den Aufstiegsspielen zur zweiten Liga wurde belegte man den zweiten Platz und stieg somit in die zweite Liga auf.

## Erfolge
Buriram United
- Thai Premier League: 2008

Udon Thani FC
- Thai League 3 – Upper: 2017 (Vizemeister)  ▲

Muangkan United FC
- Thai League 3 – West: 2020/21
- Thai League 3 – National Championship: 2020/21 (2. Platz)  ▲